# Hanriot H.16
L'Hanriot H.16, precedentemente indicato come Hanriot LH.16, fu un aereo da addestramento, monomotore, biposto e monoplano ad ala alta a parasole, sviluppato dall'azienda aeronautica francese Société Générale Aéronautique (SGA) nei primi anni trenta.
Avviato alla produzione dopo la separazione della Compagnie des Avions Hanriot dal gruppo SGA, venne adottato dalle scuole di volo della neofondata Armée de l'air, l'aeronautica militare francese diventata forza armata indipendente. L'unico esemplare fornito alla Marine nationale, la marina militare francese, non portò all'emissione di ulteriori ordini.

## Storia del progetto
Dopo che la Société Générale Aéronautique (SGA), costituita nel febbraio 1930, rilevò la Aéroplanes Hanriot et Cie e la fuse con la Lorraine-Dietrich creando la controllata Lorraine-Hanriot, l'ufficio tecnico della nuova azienda avviò la progettazione di una serie di aerei destinati all'addestramento primario contraddistinti dall'impostazione monoplana con ala posizionata alta a parasole, ovvero con la collocazione sopra la fusoliera alla quale era collegata tramite castelli tubolari centrali e aste di controvento, dalla sigla recante il prefisso LH. Di questi l'ultimo sviluppo fu l'LH.16, caratterizzato da fusoliera biposto con abitacoli aperti e separati in tandem, piano alare dalle estremità ellittiche, e carrello d'atterraggio biciclo fisso a ruote indipendenti, con elementi anteriori ammortizzati a carreggiata larga integrato posteriormente da un pattino d'appoggio.
Il modello non riuscì tuttavia ad essere avviato alla produzione per la decisione degli eredi di René Hanriot di separarsi dalla SGA fondando la Compagnie des Avions Hanriot, nuovamente affidata alla direzione di Marcel che affiancò e successe al padre René già dal 1925.
Il prototipo del ridesignato H.16 venne portato in volo per la prima volta nell'agosto del 1933 dal Centre d'Essais en Vol di Villacoublay, dove venne visionato dalle autorità militari, quindi, dopo una serie di prove preliminari, rientrato negli stabilimenti Hanriot nel settembre successivo per l'applicazione di alcune modifiche. Nel frattempo l'Armée de l'air emise un ordine di fornitura per 60 esemplari, contratto in seguito ridotto a 15 H.16 da addestramento e 29 H.16/1 equipaggiati per l'utilizzo come aereo da osservazione e dotati di una mitragliatrice brandeggiabile calibro 7,7 mm.

## Impiego operativo
L'H.16/1 iniziò ad essere consegnato ai reparti di addestramento primario dell'Armée de l'air dal gennaio 1934; questi aerei rimasero in servizio per breve tempo prima di essere trasferiti all'Aviation Populaire, organizzazione paramilitare che operava sul territorio francese, dove continuarono ad essere impiegati nella formazione di nuovi piloti fino all'inizio della seconda guerra mondiale.
Un unico esemplare di H.16/1 venne inoltre fornito alla Marine nationale, la marina militare francese, per la sua componente aerea, la Aéronautique navale, ma non è noto se dopo le prove di valutazione venne utilizzato in servizio, certo è che non vi furono ulteriori ordini da parte della marina.

## Versioni
H.16
prototipo e versione da addestramento di serie disarmata.
H.16/1
indicata anche come H.161, versione di produzione in serie.

## Utilizzatori
Francia
- Armée de l'air
- Aéronautique navale

### Annotazioni
1. ↑  Generalmente le designazione dei modelli francesi tra le due guerre non è omogenea, variando tra le fonti di lingua francese, che privilegiano la versione con separatore a "trattino" (nel caso: H-16) e quelle della bibliografia in lingua inglese, che adottano uno standard più simile a quello nazionale con l'impiego del "puntino" (in questo caso: H.16).
2. ↑  Il sito Aviafrance, gestito da Bruno Parmentier, indica nella designazione H-16 il solo prototipo, mentre con H-161 la designazione degli esemplari destinati alla serie.

### Fonti
1. 1 2 3 4 5 6 7 8  Aerei da guerra.
2. ↑  Revue de la Société Générale Aéronautique, p. 2.
3. 1 2  Parmentier 2, Hanriot H-161.

### Pubblicazioni
- Hanriot H.16, in Aerei da guerra, Ginevra - Novara, Edito Service S.A. - Istituto Geografico De Agostini, 1993.
- (FR) Revue de la Société Générale Aéronautique (PDF), aprile  1930. URL consultato il 17 marzo 2015 (archiviato dall'url originale il 2 aprile 2015).